# Phoenicanthus coriacea
Phoenicanthus coriacea (Thwaites) H. Huber – gatunek rośliny z rodziny flaszowcowatych (Annonaceae Juss.). Występuje endemicznie na Sri Lance. 

## Morfologia
PokrójZimozielone drzewo dorastające do 2–8 m wysokości.
LiścieMają kształt od owalnego do eliptycznego. Mierzą 5–18 cm długości oraz 3–7 cm szerokości. Są skórzaste. Nasada liścia jest od rozwartej do uciętej.
KwiatySą pojedyncze lub zebrane w pary, rozwijają się w kątach pędów. Płatki mają kształt od owalnego do eliptycznego i purpurową barwę, osiągają do 5–7 mm długości.
OwocePojedyncze mają prawie kulisty kształt, zebrane w owoc zbiorowy. Osiągają 10–12 mm średnicy.

## Biologia i ekologia
Rośnie w lasach.